# محافظة أومنوغوفي
محافظة أومنوغوفي (بالإنجليزية: Ömnögovi Province)‏ هي محافظة في منغوليا، تتبع منغوليا، بلغ عدد سكانها 61٬314 نسمة، في 2011، عاصمتها دالانزاغاد، تبلغ مساحتها 165٬380٫47 كيلومتر مربع.

## الموقع
تشترك في الحدود مع:
- محافظة بايانخونغور
- محافظة دورنوغوفي
- محافظة دوندغوفي
- محافظة أوفوخاناجي
- منغوليا الداخلية.

## التقسيمات الإدارية
- دالانزاغاد
- Bayan-Ovoo, Ömnögovi [الإنجليزية]‏
- Bayandalai, Ömnögovi [الإنجليزية]‏
- Bulgan, Ömnögovi [الإنجليزية]‏
- Gurvan tes, Ömnögovi [الإنجليزية]‏
- Khanbogd, Ömnögovi [الإنجليزية]‏
- Khan khongor, Ömnögovi [الإنجليزية]‏
- Khürmen, Ömnögovi [الإنجليزية]‏
- Mandal-Ovoo, Ömnögovi [الإنجليزية]‏
- Manlai, Ömnögovi [الإنجليزية]‏
- Nomgon, Ömnögovi [الإنجليزية]‏
- Noyon, Ömnögovi [الإنجليزية]‏
- Sevrei, Ömnögovi [الإنجليزية]‏
- Tsogt-Ovoo, Ömnögovi [الإنجليزية]‏
- Tsogttsetsii, Ömnögovi [الإنجليزية]‏.